# Piazzetta Nilo
Piazzetta Nilo è una delle tante piazzette del centro storico di Napoli.
Si trova sul Decumano inferiore, tra piazza San Domenico Maggiore e largo corpo di Napoli, in una posizione tale da creare un unico slargo formato dalle tre piazze.

## Storia e descrizione
Prende il nome dalla statua del dio Nilo presente nell'adiacente largo e voluta dalla comunità alessandrina molto presente duemila anni fa, nella florida Napoli greco-romana. Tutta questa zona infatti era la sede degli alessandrini, i quali avevano anche un proprio cardo che riportava il loro nome: il vicus Alexandrinus (corrispondente all'attuale via Nilo, mentre secondo alcuni corrisponde invece a via Mezzocannone).
In questa piazzetta sorgono:
- la barocca chiesa di Sant'Angelo a Nilo;
- palazzo Pignatelli di Toritto;
- palazzo De Sangro di Vietri.

Da agosto 2011 l'area è stata adibita ad esclusivo transito pedonale.